# 军臣单于
军臣单于（？—前126年），挛鞮氏，是匈奴單于之一，在位35年（前161年－前126年），老上单于之子。
前161年（漢文帝后三年）军臣单于嗣位，与汉保持和亲关系。前158年（汉文帝后六年）绝和亲，軍臣單于派兵六万入侵漢的上郡及雲中，烽火通于甘泉、长安，数月始退。前156年（漢景帝元年），复犯代郡，汉遣使约好，兩國恢復和親，遣公主嫁单于，通关市，岁馈如故约，边境一度稍安。前148年（漢景帝中二年）、前144年（漢景帝中六年），先后以兵犯燕国，扰雁门郡、云中郡、上郡，掠苑马，与汉关系破裂。漢武帝初年，因汉朝与匈奴和亲约束，饶给厚遇，维持亲汉关系。漢武帝在前133年（元光二年）放棄對匈奴的和親政策，設計誘使軍臣單于入馬邑，打算以預先佈置的30餘萬漢軍圍捕單于，單于中計，親自率領10萬騎兵南下，可是未入馬邑已經生疑，派兵捕得漢雁門尉史，尉史把漢的計謀說了出來，單于撤退，此後漢匈關係破裂。
匈奴再度南下侵扰，杀掳吏民，与汉将卫青等军攻战。前127年（元朔二年），漢朝卫青击败所属楼烦、白羊王，攻佔河套地，匈奴损兵数千，設朔方郡。前126年（元朔三年）冬，軍臣單于死，其弟伊稚斜自立為單于。軍臣單于太子於單逃入漢境投降，漢封他為涉安侯，數月後去世。